# Кортен (Молдова)
Кортен (рум. Corten) — село в Тараклийском районе Молдавии. Относится к сёлам, не образующих коммуну.

## География
Село Кортен расположено на высоте 65 метров над уровнем моря. Вдоль северной окраины села по направлению с северо-востока и поворачивая на запад протекает река Лунга (левый приток реки Ялпуг). В 1,9 км севернее окраины села находится искусственное водохранилище площадью 125 га, через которое протекает река Лунгуца, которая в 600 метрах юго-восточнее западной окраины села впадает в реку Лунга. На северо-востоке к руслу реки Лунгуца подведены оросительные каналы, создано несколько небольших озёр для разведения рыбы.
Среди полезных ископаемых встречается строительная глина и залежи песков, которые используются в строительстве.
В трёх километрах от села находится железная дорога Кишинёв-Рени. Через село проходит трасса R37.

### Деление села
Кортенцы делят село на три части: «Горният край» — Верхний край, «Долният край» — Нижний край и «Дулэ» (или «Рэпа» — болг. Яма). Части села «Горният край» и «Долният край» разделяет длинный и широкий овраг, образованный течением реки Лунгуца. Через овраг проходит мост, соединяющий два края села. Овраг и местность, разделяещую два края называют «Дулэ».

## Население

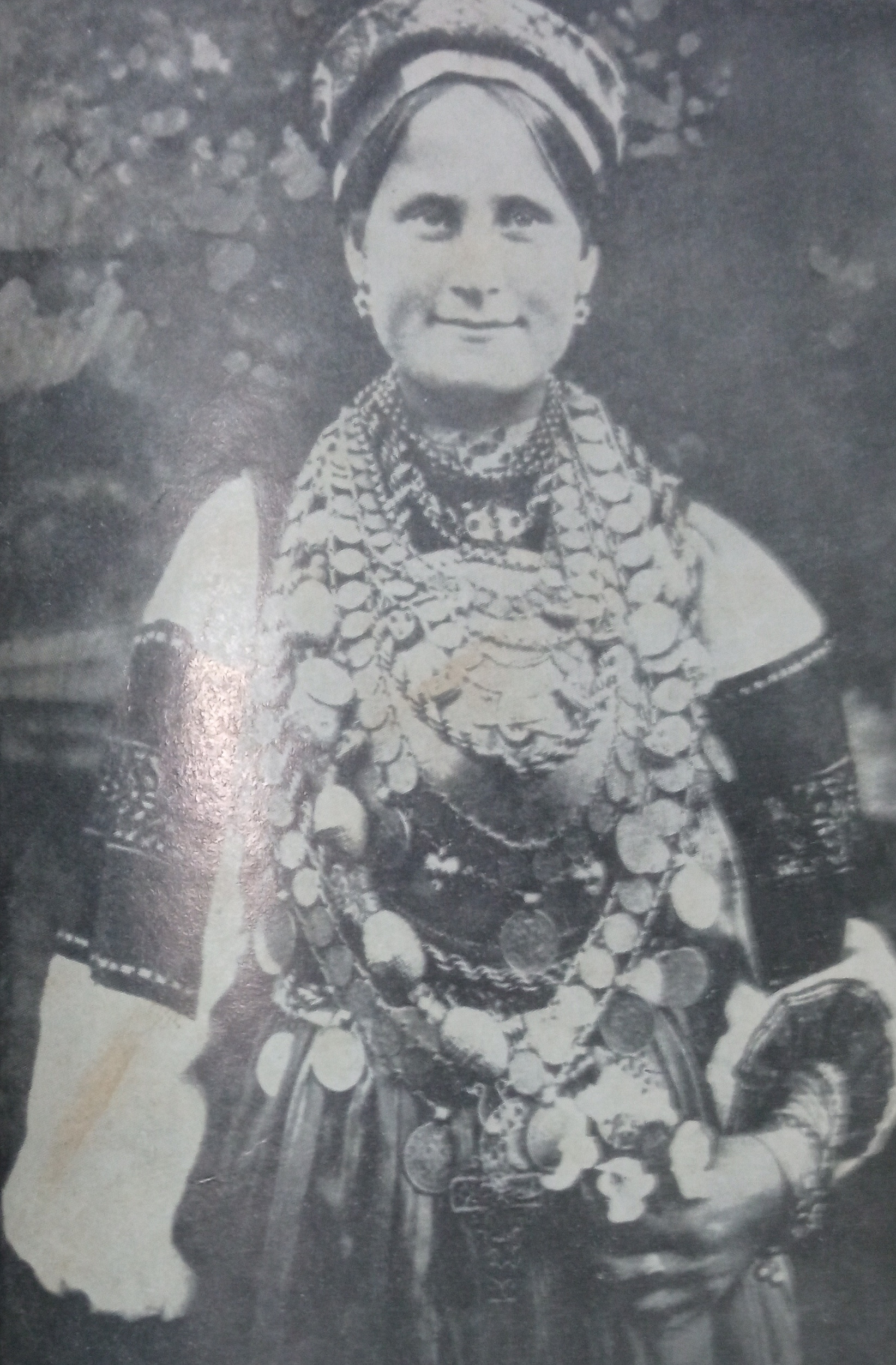
Девушка из села Кортен (1912 г.)

По состоянию на 1832 год в колонии проживало 652 человека. Численность поселенцев неуклонно росла за счёт естественного прироста. Согласно переписям податного населения в 1859 году здесь проживало 1123 человека, а в 1871—1615 человек.
По данным переписи населения 2004 года, в селе Кортен проживает 3407 человек: 1662 мужчины, 1745 женщин. В 2014 в селе проживало 2831 человек: 1380 мужчин (48.7%), 1451 женщина (51.3%).

### Этнический состав
Этнический состав села на 2014 год:
| Национальность | Число жителей | Процентный состав |
| -------------- | ------------- | ----------------- |
| болгары        | 2419          | 86.5              |
| гагаузы        | 127           | 4.5               |
| молдаване      | 104           | 3.7               |
| прочие         | 231           | 5.3               |
| Всего          | 2831          | 100 %             |

## История
История села восходит к 1829 году, когда, после очередной русско-турецкой войны, часть жителей Болгарии покинула свою родину вслед за отступающей русской армией. Среди переселенцев были и выходцы из болгарского села Кортен, которые 21 сентября 1829 выдвинулся через Валахию к сегодняшнему месту нахождения села, куда прибыли 26 октября того же года. К весне 1830 года у родника названного переселенцами Чешма, к северу и к югу от него были заложены две улицы, а также новая колония Кортен, названная в честь родного села большинства переселенцев.
Новая колония была утверждена указом императора Николая I от 23 февраля 1832, однако ей было присвоено наименование «Кирютня».
В годы русско-турецкой войны 1877—78 гг. значительное число кортенцев вошли в состав Болгарского ополчения, а в годы Первой мировой войны около 600 жителей села участвовали в военных действиях. Во второй половине января 1918 года в селе устанавливается румынская власть, во время которой часть жителей Кортен переселяются из родного села в Чимишлию, Бендеры и Болград. Часть жителей переезжает в Южную Америку (Бразилию и Уругвай). В годы Второй мировой войны часть кортенцев были мобилизованы остарбайтерами на нефтяной завод в городе Плоешти, а в 1944 году после установления в селе советской власти, несколько сот жителей поселения были отправлены на Урал на «трудовой фронт».
Осенью 1946 года советской властью в селе было создано два колхоза в которые до конца вступило 90 % всех крестьянских хозяйств. Во время засухи 1946—1947 года в селе от голода погибло 574 человека (17 % населения). В 1949 году в селе была проведена т. н. «депортация антисоветских элементов», в ходе которой было депортировано 270 человек. Начиная с 1951 года два действующих колхоза были объединены в одно хозяйство, получившее в 1956 году официальное название «Ленинский путь».
25 декабря 1962 года в состав Чадыр-Лунгского района была передана часть территории упраздняемого Тараклийского района, в том числе и село Кирютня. После восстановления Тараклийского района, почти все эти территории были снова ему возвращены.
В 1962 году между директорами школ молдавского и болгарского Кортена была установлена переписка, приведшая к установлению длительных связей.
В 1965 году для защиты от наводнений река Лунгуца была перекрыта земляной плотиной и создано искусственное водохранилище площадью 125 га.
31 января 1991 года селу Кирютня было возвращено историческое название Кортен.

## Современное состояние
В 1991 году, на добровольные пожертвования прихожан, в селе был восстановлен православный храм «Успения пресвятой Богородицы».
На 2014 год в селе Кортен большинство домов электрифицировано и газифицировано. К большинству домов подведена система водоснабжения (с доступом к централизованной системе 59.3%, собственная система 31.5%, без системы 9.2%) и телефонная связь. Большинство улиц заасфальтированы. В селе действуют: бары, магазины, почта, водяной источник Бювет, больница, православный храм, теоретический лицей, дом культуры, библиотека, историко-этнографический музей, мини-футбольное поле и СТО.
В 2014 году в селе было зарегистрировано 926 индивидуальных хозяйств.

## Личности
- Георгий Федосеевич  Барбаров — известный поэт, член Союза писателей Молдовы и Болгарии, Заслуженный деятель Республики Молдова[11].
- Георгий Иванович Барбаров – бизнесмен и общественный деятель, Председатель правления Болгарской общины Республики Молдова (БОРМ)[12].
- Василий Иванович Делибалтов — агроном-самоучка. Первый в селе прививший виноградную лозу.
- Савелий Захарович Новаков — историк, директор СШ. Старший научный сотрудник, зав. отделом болгаристики и гагаузоведения  Академии наук  Молдовы. Автор книг о истории села, социально-экономического развития болгарских и гагаузских сел Бессарабии[13].
- Станчев Михаил Васильевич — известный тренер по футболу, наставник многих известных молдавских футболистов[14].
- Станчев Михаил Георгиевич — ученый и дипломат, доктор исторических наук, профессор Харьковского национального университета имени В. Н. Каразина, академик Болгарской академии наук, автор многочисленных книг по истории дипломатии и международным отношениям и по истории болгарской диаспоры
- Кондов Василий Ильич — директор истории, профессор, проректор Тараклийского государственного университета.
- Гургуров Дмитрий Иванович (1953 - 2023) - создатель Историко-этнографического музея с. Кортен, автор 3 книг о болгарском происхождении гагаузов и автор сборника кортенского фольклора. Имеет ряд публикации в прессе Тараклии, Р. Молдовы, Р. Болгарии[15].
- Минчев Василий Иванович - журналист, писатель. Многолетний главный редактор газ. Знамя" (Чадыр-Лунга) и  газ. "Свет" (Тараклия). Член Союза писателей Молдовы.
- Пейков Николай Константинович (1942 - 2021). Журналист, лингвист и переводчик. Кандидат филологических наук. Заслуженный деятель культуры Чувашии[16].
- Турлаков Виктор Иванович (1926 - 1994).   Кандидат сельскохозяйственных наук,  главный редактор отдела сельскохозяйственной литературы в издательстве „Картя Молдовеняска“ Организатор выставок  Молдавской ССР на ВДНХ.
- Турлакова Зинаида Ивановна (1924 - 2003). Кандидат физикоматематических наук, доцент, заведующий кафедрой методики преподавания математики и геометрии Тираспольского педагогического университета. Заслуженный работник высшей школы Молдавской ССР, "Отличник просвещения" СССР.
- Бахов Георгий Михайлович (1950 - 2019). Художник, автор многих картин, отражающих быт и культуру бессарабских болгар, в частности, жителей  его родного села Кортен.
- Петиков (Петков) Антонио (1946) - потомок рода Петковых из Кортена (Молдова), переселившихся в Бразилию, известный бразильский художник, скульптор и гравер.  Родился в г. Асис штат Сан Пауло.  Жил в Лондоне, Милане, Нью-Йорке и сейчас вновь вернулся в Бразилию, живет в Сан Пауло. Организатор собственных выставок  в Болгарии, Китае, Англии, США, Италии, Японии и в странах Латинской Америки[17].
- Ольга Роса Барбаров - Генова - Генеральный консул Уругвая в Нью-Йорке, делегат Генеральной Ассамблеи ООН, Чрезвычайный и Полномочный Посол Уругвая в Болгарии, потомок рода Барбаровых из Кортена (Молдова)[18].